# Kaysanne Hockey
Kaysanne Hockey (* 22. März 1993) ist eine ehemalige australische Leichtathletin, die sich auf den Hammerwurf spezialisiert hat. 2015 wurde sie in dieser Disziplin Ozeanienmeisterin.

## Sportliche Laufbahn
Kaysanne Hockey trat nur bei einer internationalen Veranstaltung an, den Ozeanienmeisterschaften 2015 in Cairns, und siegte dort mit einer Weite von 54,01 m.